# George Hugh Niederauer

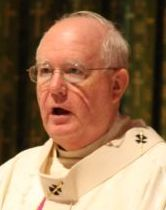
George Hugh Niederauer (Januar 2008)

Erzbischofswappen

George Hugh Niederauer (* 14. Juni 1936 in Los Angeles, Kalifornien; † 2. Mai 2017 in San Rafael, Kalifornien) war ein US-amerikanischer Geistlicher und römisch-katholischer Erzbischof von San Francisco.

## Leben
George Niederauer wurde als einziges Kind von George und Elaine Niederauer geboren. Er besuchte die St. Catherine’s Military Academy in Anaheim von 1946 bis 1950. 1954 graduierte er an der St. Anthony’s High School in Long Beach. Am St. John Seminar erlangte er 1959 seinen Bachelor in Philosophie und an der Katholischen Universität von Amerika in Washington D.C. 1962 seinen Bachelor in Theologie. Zusätzlich absolvierte er 1962 ein Masterstudium in englischer Literatur an der Loyola University in Los Angeles und 1966 einen PhD in Literatur an der University of Southern California.
Am 30. April 1962 empfing er die Priesterweihe. Von 1963 bis 1965 war er in der Pfarrei Holy Name of Jesus in Los Angeles tätig. Von 1972 bis 1992 war Niederauer Professor für englische Literatur am St. John's Seminary in Camarillo, zudem Spiritual und von 1987 bis 1992 Rektor des St. John's Seminary.
Am 3. November 1994 wurde Niederauer von Papst Johannes Paul II. zum Bischof von Salt Lake City im Bundesstaat Utah ernannt. Die Bischofsweihe spendete ihm der Erzbischof von Los Angeles, Roger Michael Kardinal Mahony am 25. Januar des folgenden Jahres. Mitkonsekratoren waren der Erzbischof von Portland in Oregon, William Joseph Levada, und der Bischof von Boise City, Tod David Brown. Er engagierte sich insbesondere um die Verständigung mit den verschiedenen gesellschaftlichen Schichten, insbesondere der Kirche Jesu Christi der Heiligen der Letzten Tage (Mormonentum) in Utah.
Am 15. Dezember 2005 wurde er von Papst Benedikt XVI. zum Erzbischof von San Francisco und damit zum Nachfolger von Kardinal William Joseph Levada ernannt. Die Amtseinführung erfolgte am 15. Februar 2006. Am 27. Juli 2012 nahm Benedikt XVI. das von George Hugh Niederauer aus Altersgründen vorgebrachte Rücktrittsgesuch an. Er war Vorsitzender des Komitees für die Soziale Kommunikation in der Bischofskonferenz der Vereinigten Staaten sowie Mitglied der Päpstlichen Rats für die sozialen Kommunikationsmittel.

### Ritterorden vom Heiligen Grab zu Jerusalem
George Hugh Niederauer war Mitglied des Ritterordens vom Heiligen Grab zu Jerusalem. 2005 wurde er von John Patrick Foley, Kardinal-Großmeister des Päpstlichen Ritterordens, zum Großprior der Statthalterei USA Northwestern ernannt.
2008 wurde er zudem als Konventualkaplan ehrenhalber (ad honorem) bei der Westlichen Assoziation der Vereinigten Staaten in den Malteserorden aufgenommen.

## Schriften
- Precious as Silver: Imagining Your Life with God, Ave Maria Press 2003